# Archivo Intermedio Militar Noroeste
El Archivo Intermedio Militar Noroeste (denominado a veces Archivo Militar de Ferrol o de La Coruña) es un archivo militar español de titularidad estatal. Como archivo intermedio, recibe documentación cerrada hace 5 años o más desde los distintos archivos centrales de las Unidades, Centros y Organismos militares (UCOs) ubicados en las comunidades autónomas de Asturias, Cantabria, Castilla y León, Galicia, País Vasco y La Rioja, y transfiere documentación de más de 20 años de antigüedad a los archivos históricos del Ejército de Tierra, llamados Archivos Generales Militares.

## Historia y denominación
Conforme lo establecido por la Norma General 5/95 sobre la Organización de los Archivos Regionales, el Archivo Militar Regional Noroeste fue creado en 1995 para asumir la gestión de los bienes documentales procedentes de las Unidades, Centros y Organismos (UCOs) con sede en la demarcación territorial militar denominada Región Militar Noroeste, que fueron disueltos en aplicación del Plan NORTE (Nueva Organización del Ejército de Tierra).
El Archivo de la Región Militar Noroeste pasa a llamarse Archivo Intermedio de la Región Militar Noroeste en virtud del Real Decreto 2598/1998, del 4 de diciembre, por el que se aprobó el Reglamento de Archivos Militares, que convirtió los Archivos Regionales en archivos intermedios del Sistema Archivístico de la Defensa.
La denominación actual Archivo Intermedio Militar Noroeste fue adoptada a consecuencia de la supresión definitiva de las Regiones Militares que se aprobó en 2002.
Es habitual ver la denominación de Archivo Militar de Ferrol en prensa, publicaciones y conferencias, aunque existe en dicha ciudad otro archivo militar llamado Archivo Naval de Ferrol que forma parte del Subsistema Archivístico de la Armada.

## Estructura administrativa, funciones y servicios
El Archivo Intermedio Militar Noroeste forma parte del Sistema Archivístico de la Defensa (SAD) del Ministerio de Defensa dentro del Subsistema Archivístico del Ejército de Tierra (SAET), que está dirigido por el Instituto de Historia y Cultura Militar (IHCM). Como el resto de Archivos Históricos e Intermedios Militares del Subsistema Archivístico del Ejército de Tierra, el Archivo Intermedio Militar Noroeste está bajo el mando de un Oficial superior, que es su Director y a quien entre otras funciones le corresponde la representación pública del Archivo. Además, los Archivos Históricos e Intermedios Militares pueden contar con un Director técnico, que será un funcionario del grupo A de la Administración del Estado con suficientes conocimientos archivísticos que depende orgánicamente del Director del centro, y que entre otras funciones se ocupa de la dirección del tratamiento archivístico y técnico de los fondos documentales.
Las funciones que atribuye el Reglamento de Archivos Militares a los archivos intermedios son las siguientes:
- Control
- Conservación
- Descripción
- Referencia

El Archivo Intermedio cuenta con una Biblioteca Auxiliar, facilita a los ciudadanos copias compulsadas de los documentos que custodia y atiende las consultas presenciales de documentos en su Sala de Investigadores, previa presentación de DNI o Pasaporte. El horario de funcionamiento es de 08:00 a 15:30 horas, y el de la Sala de Consulta es de 09:00 a 14:00 horas. El Archivo permanece cerrado en fiestas nacionales, fiestas autonómicas y fiestas locales (el 7 de enero y el Lunes de Pascua).

## Edificio, contacto y accesos

### Edificio
La sede del Archivo Intermedio Militar Noroeste es la instalación militar llamada Establecimiento El Baluarte (Archivo), que ocupa la mayor parte del recinto amurallado llamado Baluarte del Infante, cuyo núcleo original fue construido en el último cuarto del siglo XVIII para la defensa de la Plaza y ampliado en el siglo XX para el acuartelamiento de las fuerzas de Artillería de la ciudad. Desde que funciona como sede del Archivo Intermedio Militar Noroeste, se han realizado importantes obras de infraestructura para aumentar la disponibilidad de espacio destinado a depósito, y en general, para adaptar el edificio a sus funciones, mejorando sus instalaciones y equipamiento.

### Contacto
La dirección postal es Avenida del Rey, s/n Código Postal 15402, Ferrol (A Coruña). Para obtener información general el teléfono es + 34 981 319 009 , mientras que para reservar un puesto en la Sala de Investigadores hay que llamar al + 34 981 319 027

### Accesos
El Archivo está a cinco minutos a pie de las Estaciones de autobús y de ferrocarril de la ciudad. La empresa Monbus cubre la ruta Vigo-Santiago de Compostela-Ferrol y la empresa Alsa cubre la ruta Madrid-Ferrol, tanto desde la Estación Sur de Autobuses como desde la Terminal 4 del Aeropuerto de Madrid-Barajas. La Estación de ferrocarril de Ferrol tiene conexiones diarias con la Estación de Madrid-Chamartín y con otras ciudades.
Por carretera puede llegarse por la Autopista del Atlántico que conecta Ferrol con la frontera portuguesa pasando por La Coruña, Santiago de Compostela, Pontevedra, Vigo, Tuy, y otros. Hay que tomar la salida Canido-centro ciudad y seguir las indicaciones Centro ciudad y Plaza de España. Existe un aparcamiento municipal gratuito al lado del Archivo.
Existen otras opciones para llegar a Ferrol, tanto en transporte público como en vehículo privado.

## Datos estadísticos
Los datos estadísticos oficiales de los Archivos militares son publicados anualmente por el Ministerio de Defensa. Los últimos disponibles sobre el Archivo Intermedio Militar Noroeste son los siguientes:
| Año:                                                   | 2009  | 2010  | 2011  | 2012  | 2013  | 2014  |
| ------------------------------------------------------ | ----- | ----- | ----- | ----- | ----- | ----- |
| Volumen de fondos documentales                         | 9.190 | 9.290 | 9.307 | 7.540 | 7.447 | 7.705 |
| Visitas presenciales a la Sala de Investigadores       | 1.459 | 604   | 574   | 472   | 543   | 399   |
| Cajas consultadas en la Sala de Investigadores         | 2.652 | 1.275 | 2.190 | 2.087 | 1.804 | 1.546 |
| Solicitudes por correspondencia postal y electrónica   | 794   | 1375  | 1.269 | 492   | 511   | 1.141 |
| Metros lineales recibidos desde los archivos centrales | 431   | 81    | 66    | 25    | 107   | 90    |
| Metros lineales enviados a los archivos históricos     | ---   | 16    | 92    | 5     | 37    | 37    |
| Metros lineales tratados técnicamente                  | 509   | 68    | 139   | 51    | 52    | 52    |

## Fondos documentales custodiados

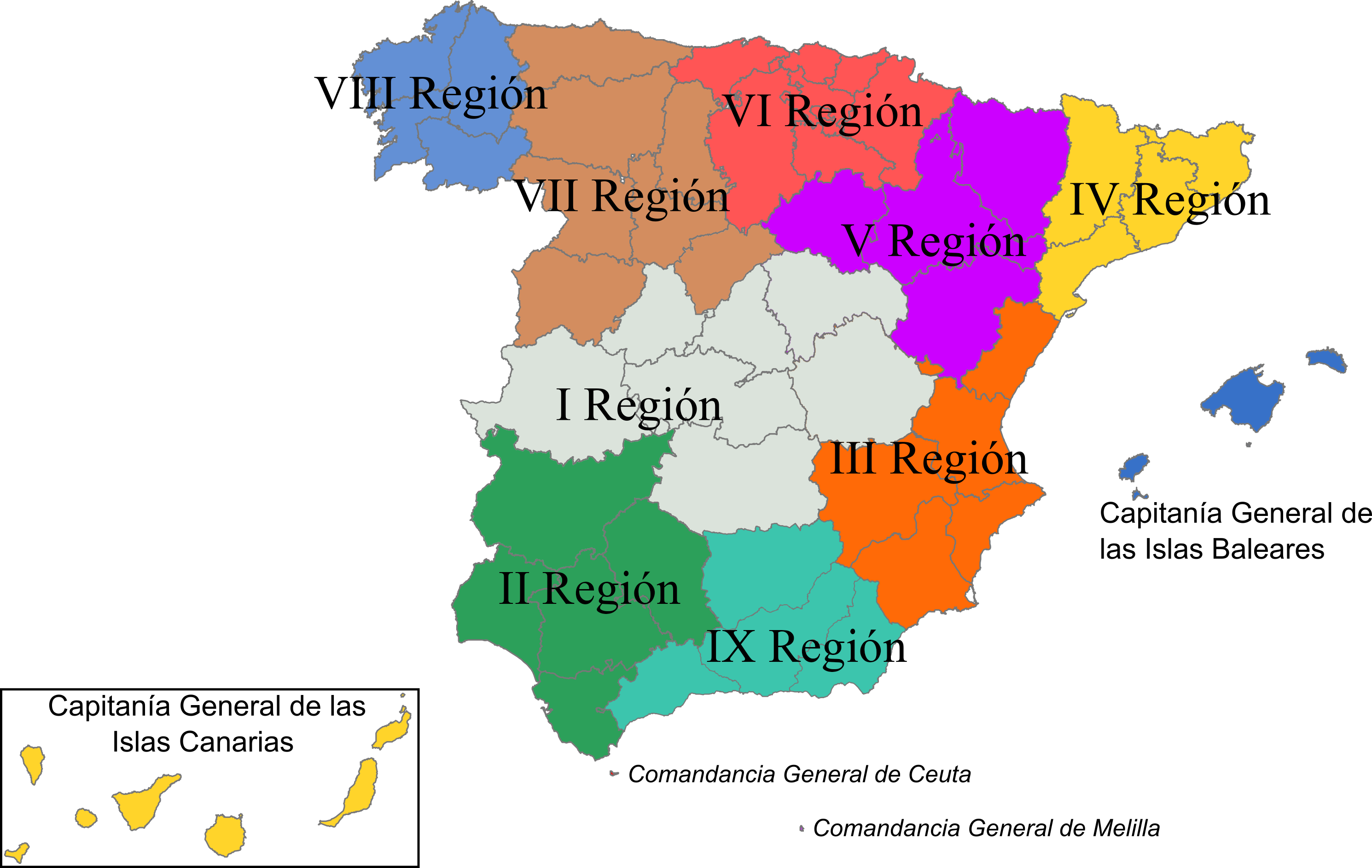
Regiones militares de España hasta 1984.

Le corresponde recoger la documentación de las Unidades, Centros y Organismos (UCOs) que están o estuvieron situados en los territorios de las antiguas Sexta Región Militar, Séptima Región Militar y Octava Región Militar.
Los fondos que custodia se agrupan del modo siguiente: y
1. Capitanías Generales Sexta (1897-1979) y Octava (1721-1988), así como los Gobiernos militares de Navarra (1930-1954), Lugo (1937-1993) y Guipúzcoa(1887-1975).
2. Unidades de Infantería, Artillería, Caballería e Ingenieros, como regimientos, batallones y parques de artillería, entre otros (1801-2001).
3. Documentación de Reclutamiento militar (1907-2008): antiguas Zonas de Reclutamiento y Centros de Reclutamiento.
4. Sanidad Militar y otros organismos de apoyo logístico (1841-2007): Hospitales Militares de Coruña, Santiago, Vigo, Burgos, Vitoria, Bilbao, San Sebastián, Valladolid, etc.
5. Procedimientos de la justicia militar (1809-1998) de los Juzgados y Tribunales Militares con sede en Asturias, Cantabria, Castilla y León, Galicia, País Vasco, La Rioja y Navarra.